# Benoît Feroumont
Benoît Feroumont, né le 28 août 1969 à Aye, commune de Marche-en-Famenne (province de Luxembourg), est un auteur belge francophone de bande dessinée et animateur de film d'animation, principalement connu pour la série Le Royaume.

## Biographie

### Jeunesse et formation
Benoît Feroumont naît le 28 août 1969 à Aye. Il découvre le cinéma lorsqu'il est adolescent lors des séances du vendredi soir du ciné-club de Marche-en-Famenne. Il découvre le dessin et la narration lors d'un stage à « Caméra enfants admis ». Après avoir fait des humanités classiques en section latin-math dans cette même ville, il fait des études d'illustration et de bande dessinée à l'École supérieure des arts Saint-Luc de Liège. Pour son travail de fin d'étude, il réalise, en animation en papier découpé et dessin, un court métrage intitulé This Strange Zwan Saucisse Suicide. Il s'inscrit ensuite à l'école d'animation de La Cambre.
En 1992, il réalise en animation en plasticine à plat Les Gens, puis en animation 2D en dessin Chapeaux, l'histoire d'un monde où chacun est flanqué d'une coiffe afin d’éviter que son voisin ne puisse voir ses pensées et qui reçoit le prix de la Communauté française à Média 10/10 en 1992. 

### Révélation critique dans l'animation (1994-2005)
En 1994, il achève en animation en plasticine à plat, Chabada bada. La même année, il réalise en animation 2D dessin sur cellos Madame O'Hara, qui recueille un plein panier de récompenses et quelques soixante sélections dans les festivals internationaux, dont le Festival des Films du Monde de Montréal. Le film met en scène un voleur qui trouve refuge chez une vieille dame, la police sonne à la porte, elle sort une baguette magique et transforme le malheureux en chat.
En 1995, il réalise comme film de fin d'études Un ange passe, mais ce film ne le satisfait pas et lui donne l'idée de faire une histoire de la poursuite d'un homme et d'une mouche. Cela donne un film d'animation 2D dessin et numérique nommé Bzz qu'il propose à Geert Van Goethem de SOIL. Celui-ci coproduit le film, mais il manque d'argent. Pendant 5 ans, Benoit Feroumont se partage entre les travaux de commande et de publicité, ses activités d'animateur pour gagner de l'argent et son travail d’animateur-réalisateur sur ce court métrage. Début 2000, Bzz est enfin terminé. Le film sera nommé au Cartoon d'or 2000, reçoit le prix Canal+, le Grand Prix du Festival international du film d'animation de Bruxelles et celui de la Communauté flamande au Festival international du film de Flandre-Gand, est en compétition officielle pour la Palme d'or du court métrage au Festival de Cannes et est sélectionné au Festival international du film d'animation d'Annecy en 2000. 
En 2003, il participe à la réalisation du long métrage Les Triplettes de Belleville de Sylvain Chomet, ovationné lors de sa présentation en sélection officielle, hors compétition, au 56e Festival de Cannes, ainsi qu’au Festival international du film d'animation d'Annecy. Le film a en outre décroché trois nominations aux César du cinéma (Meilleur Film, Meilleure première œuvre de fiction, Meilleure musique originale) et deux nominations aux Oscars du cinéma (Meilleur Film d'animation et Meilleure chanson).

### Auteur de BD (2005-2019)

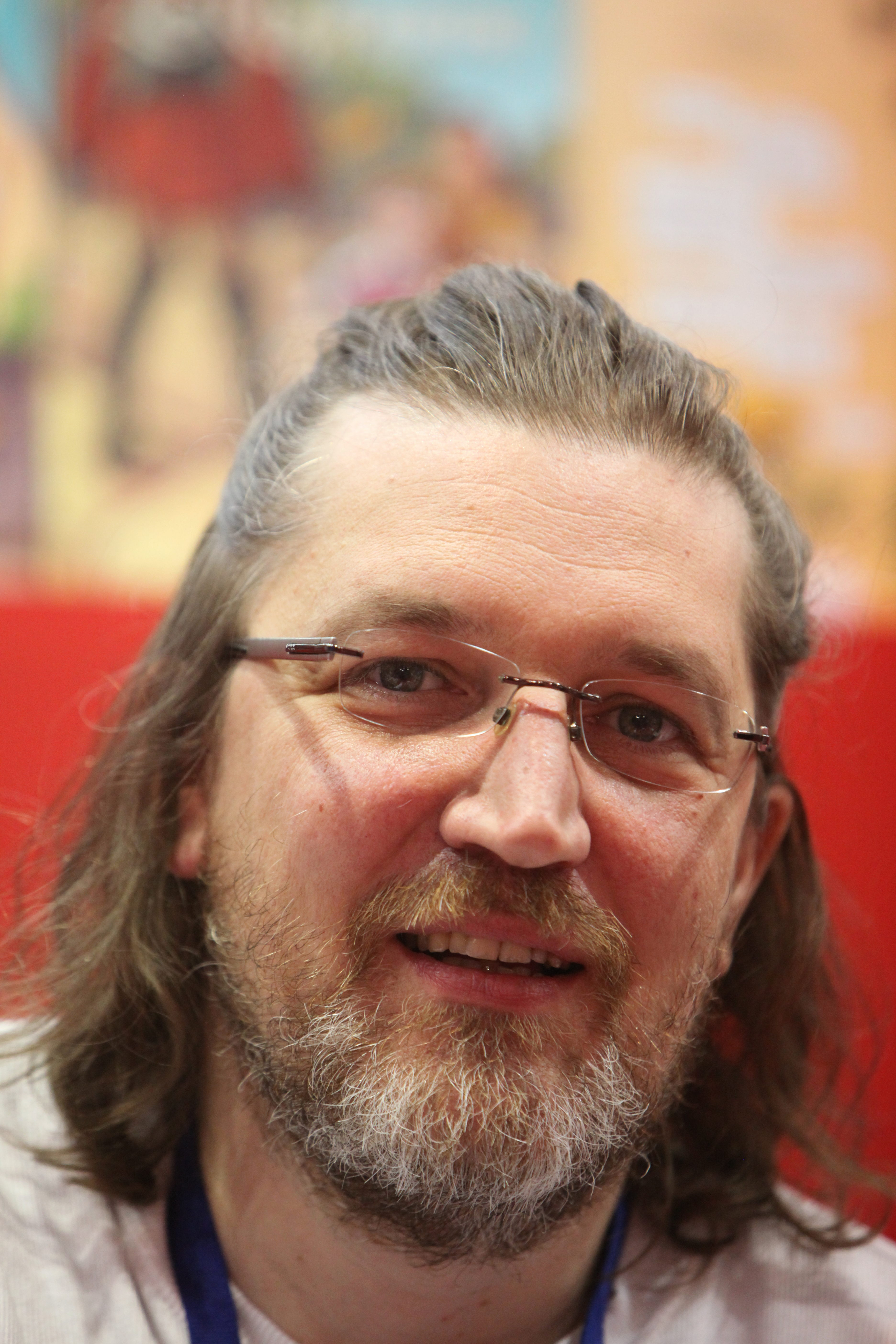
L'auteur au salon du livre de Genève 2011.

Il réalise seul un premier court récit de bande dessinée de quatre pages intitulé : Fuis, publié dans Jet, une revue de bande dessinée des Éditions du Lombard en avril 1991,. C'est sa rencontre avec le scénariste Fabien Vehlmann qui l'amène à réaliser en parallèle à ses œuvres d'animation des récits de bandes dessinées. Wondertown est sa première série pour le journal Spirou, dans lequel il obtient une rubrique bimensuelle en 1997. Deux albums paraissent chez Dupuis intitulés Bienvenue à Wondertown (2005) et Guili-guili à Wondertown (2006).
Son film, Dji vous veu volti, en animation 3D numérique, a représenté la Belgique au Festival international du film d'animation d'Annecy et a reçu le Prix de la critique au Festival du court métrage de Bruxelles en 2007, en outre, il est nommé pour le grand prix du festival international d'animation d'Hiroshima en 2008. Prix Imagina à Monaco du meilleur court métrage 2008 et une mention spéciale au festival d'animation de Lisbonne 2008[réf. nécessaire]. Un troubadour y chante sa romance en dialecte liégeois sous le balcon de sa belle. Soudain, le sous-titre du film, excédé par les paroles niaiseuses de la chanson, se rebelle contre autant de guimauve… jusqu'à ce qu’il tombe, lui aussi, sous le charme de la belle.
Il est au générique du film multi-primé Brendan et le secret de Kells, un long métrage à l'esthétique celtique de Tomm Moore. Ce film sort en salles en 2008 et reçoit une nomination aux Oscars 2009.
Benoît Feroumont collabore à de nombreuses reprises avec d’autres auteurs de cinéma d'animation. Il conçoit également des animations en 3D pour des sociétés privées, des publicités, l’habillage d'émissions télévisées et la bande-annonce du Festival d’Annecy 2003[réf. souhaitée].
La série de bande dessinée Le Royaume, issue de l’univers graphique de Dji vou veu volti, commence sa prépublication dans les pages du journal Spirou en 2009. Le premier album sort en septembre 2009. En mai 2013, le tome 5 paraît, intitulé Les Armes de maître Marcel, clôt les intrigues des quatre précédents tomes. En septembre de la même année, il publie un album édité chez Dupuis dans la collection « Aire libre » Gisèle et Béatrice. C'est un conte érotique destiné à un public adulte. Sous l'égide de Lewis Trondheim, il prend part à la série L'Atelier Mastodonte publiée dans Spirou pour laquelle il livre 37 gags de 2012 à 2018 et collectée en 6 albums (Dupuis, 2013-2019).
Benoît Feroumont supervise l'animation du nouveau long métrage d'Astérix : Le Domaine des dieux, qui sort le 26 novembre 2014. Ce film est entièrement en animation 3D numérique. Les réalisateurs sont Louis Clichy et Alexandre Astier d'après l'œuvre de René Goscinny et Albert Uderzo Le Domaine des dieux.
En mai 2014, sort un recueil d'histoires courtes du Royaume : le tome 6, Saperlipopette et en janvier de l'année suivante, les éditions Dupuis publient ses notes de blog sur Kho-lanta : Le Merveilleux Spectacle de la téléréalité. 
Après 5 ans d'absence dans Spirou et les librairies, Feroumont revient avec un album de 108 planches reprenant tous les personnages de la série du Royaume en collaboration avec Jack Durieux pour les mêmes motifs. Le Royaume de Blanche-Fleur Le Complot de la reine est publié aux éditions Dupuis et sort en août 2019.

### Retour à plein temps à l'animation (depuis 2015)
En juin 2015, désireux de revenir à la réalisation, Feroumont écrit une fable pour un court métrage d'animation 2D Le Lion et le singe. En attendant les financements de son court métrage, il travaille au scénario et au dessin d'un Spirou. En 2016, Benoît Feroumont travaille sur un Spirou par. Il signe le scénario et le dessin. La mise en couleur est assurée par Christelle Coopman. L'artiste collabore avec Jack Durieux pour la conception de la couverture et de l'habillage de l'album. Fantasio se marie — une aventure humoristique — est publié dans la collection « Aire libre » aux éditions Dupuis en juin 2016. 
Dans la foulée, il collabore à « La Petite Bédéthèque des savoirs » aux éditions du Lombard avec Nathalie Heinich au scénario. Cette collaboration donne lieu à L'Artiste contemporain qui sort en novembre 2016.
En septembre 2016, il commence la production du court métrage Le Lion et le Singe. La production est assurée par Altitude 100, Monsieur Albert production et Walking the dog. Le film est terminé en avril 2017 et commence sa carrière dans les festivals au festival du court métrage de Bruxelles.
En mai, une exposition rétrospective de 25 ans de la carrière de Benoît Feroumont est organisée à la maison de la culture de Quaregnon dans le cadre des Rencontres de la BD 2017,. En compagnie du scénariste Zidrou, il effectue son entrée à Fluide glacial avec un court récit de 4 planches intitulé : Coma ca va ? en juin 2020. En mars 2023, il publie le septième tome du Royaume intitulé : La Meilleure Patissière,. 
Il est à nouveau directeur d'animation sur le film Mon ami robot qui sort en salle en décembre 2023.
En 2024, il livre une fable érotique aux éditions Dupuis. Selon le chroniqueur Yannick Lejeune du magazine dBD : « Avec Mou, Feroumont invente la version cartoonesque du hentai. Ici, le dessin tout en douceur et en énergie de l'auteur vient propulser les tentacules dans un registre lumineux et plaisant, faisant de l'ensemble une fable décontractée et plaisante. »
En outre, Benoît Feroumont participe à divers collectifs dont 1001 Visions du sexe (Graph Zeppelin, 2014) et La Galerie des Gaffes (Dupuis, 2017), Tintin numéro spécial 77 ans (Moulinsart, 2023), ainsi qu'il réalise les affiches du Festival BD Anzin-Saint-Aubin 2016 et Les Rendez-vous BD de Quaregnon 2017. L'artiste expose Le Royaume de Blanche-Fleur à la Galerie Huberty et Breyne à Paris en 2019.

## Œuvre

### Publications

#### Albums de bande dessinée

##### Wondertown
- 1. Bienvenue à Wondertown[12], Dupuis, Marcinelle, 2005
Scénario : Fabien Vehlmann - Dessin : Benoît Feroumont - Couleurs : Dino Sechi et Christelle Coopman -  (ISBN 2-8001-3691-X)
- 2. Guili-Guili à Wondertown[13], Dupuis, Marcinelle, 2006
Scénario : Fabien Vehlmann - Dessin : Benoît Feroumont - Couleurs : Christelle Coopman -  (ISBN 2-8001-3779-7)

##### Le Royaume
- 1. Anne[18], Dupuis, Marcinelle, 2009
Scénario et dessin : Benoît Feroumont - Couleurs : Christelle Coopman -  (ISBN 978-2-8001-4468-9)
- 2. Les Deux Princesses[38], Dupuis, Marcinelle, 2010
Scénario et dessin : Benoît Feroumont - Couleurs : Christelle Coopman -  (ISBN 978-2-8001-4716-1)
- 3. Le Prétendant, Dupuis, Marcinelle, 2011
Scénario et dessin : Benoît Feroumont - Couleurs : Christelle Coopman -  (ISBN 978-2-8001-5029-1)
- 4. Voulez vous m'épouser[39] ?, Dupuis, Marcinelle, 2012
Scénario et dessin : Benoît Feroumont - Couleurs : Christelle Coopman -  (ISBN 978-2-8001-5215-8)
- 5. Les Armes de maître Marcel[40], Dupuis, Marcinelle, 2013
Scénario et dessin : Benoît Feroumont - Couleurs : Christelle Coopman -  (ISBN 978-2-8001-5297-4)
- 6. Saperlipopette[22], Dupuis, Marcinelle, 2014
Scénario et dessin : Benoît Feroumont - Couleurs : Christelle Coopman -  (ISBN 978-2-8001-5338-4)
- 7. La Meilleure Patissière[30],[31],[41],[42], Dupuis, Marcinelle, 17 mars 2023
Scénario et dessin : Benoît Feroumont - Couleurs : Sarah Marchand -  (ISBN 978-2-8085-0076-0)
- 8. La Reine du balai[43],[44],[45],[46], Dupuis, Marcinelle, 15 mars 2024
Scénario : Benoît Feroumont, Maïa Mazaurette, Clara Cuadrado - Dessin : Benoît Feroumont - Couleurs : Sarah Marchand, Christelle Coopman -  (ISBN 978-2-8085-0077-7)
- 9. Le Complot de la reine 1/2[47],[48], Dupuis, Marcinelle, 28 février 2025
Scénario et dessin : Benoît Feroumont - Couleurs : Sarah Marchand -  (ISBN 978-2-8085-0885-8)
- HS. Le Royaume de Blanche-Fleur "Le Complot de la reine"[49], Dupuis, Marcinelle, 2019
Scénario et dessin : Benoît Feroumont - Couleurs : Sarah Marchand -  (ISBN 979-1-0347-3743-7)

##### L'Atelier Mastodonte
- Tome 1, Dupuis, juin 2013,  (ISBN 978-2800153698).
- Tome 2, Dupuis, juin 2014,  (ISBN 978-2800161648).
- Tome 3, Dupuis, août 2015,  (ISBN 978-2800163505).
- Tome 4[20], Dupuis, septembre 2016,  (ISBN 978-2800167039).
- Tome 5, Dupuis, octobre 2017,  (ISBN 978-2800170411).
- Tome 6, Dupuis, janvier 2019,  (ISBN 979-1034736836).

#### One shots
- Gisèle et Béatrice[19], Dupuis, coll. « Aire libre », Marcinelle, 6 septembre 2013
Scénario et dessin : Benoît Feroumont - Couleurs : Christelle Coopman -  (ISBN 9782800159010)
- Le Merveilleux Spectacle de la téléréalité[23], Dupuis, Marcinelle, 2015
Scénario et dessin : Benoît Feroumont -  (ISBN 9782800163079)[50]
- Fantasio se marie[24], Dupuis, Marcinelle, 10 juin 2016
Scénario et dessin : Benoît Feroumont - Couleurs : Christelle Coopman -  (ISBN 9782800165646)
- L'Artiste contemporain, Sociologie de l'art d'aujourd'hui[25], Lombard, coll. « La petite bédéthèque des savoirs », Bruxelles, 2016
Scénario : Benoît Feroumont et Nathalie Heinich - Dessin : Benoit Feroumont - Couleurs : Sarah Marchand -  (ISBN 978-2803670048).
- Mou[33],[51],[52],[53], Dupuis, Marcinelle, 31 mai 2024
Scénario, dessin et couleurs : Benoît Feroumont -  (ISBN 978-2-8085-0489-8)

#### Collectifs
- 4 Histoires complètes du journal de Spirou, Dupuis, Marcinelle, 11 juin 2013
Scénario : Collectif - Dessin : Collectif dont Benoît Feroumont - Couleurs : quadrichromie -  (ISBN 978-2-8001-5919-5)
- 1001 Visions du sexe, Graph Zeppelin, 28 novembre 2014
Scénario : Patrice Bauduinet - Dessin : collectif dont Benoît Feroumont - Couleurs : noir et blanc -  (ISBN 979-10-94169-01-8)
- La Galerie des Gaffes[54], Dupuis, Marcinelle, 20 octobre 2017
Scénario : Collectif - Dessin : Collectif dont Benoît Feroumont - Couleurs : quadrichromie -  (ISBN 978-2-8001-7068-8)
- Numéro spécial 77 ans - L'hommage des auteurs et autrices d'aujourd'hui aux personnages mythiques du journal Tintin, Éditions Moulinsart-Le Lombard, Bruxelles, 8 septembre 2023
Scénario : collectif - Dessin : collectif dont Benoît Feroumont - Couleurs : quadrichromie -  (ISBN 2-85815-201-2)

### Filmographie
Réalisation de courts-métrages en technique d'animation en tant qu'auteur.
- 1991 : This Strange Zwan Saucisse Suicide (Technique : Cut-out 2D, écriture et réalisation avec François Bourotte - Saint-Luc Liège) ;
- 1992 :
  - Les Gens (Technique : plasticine à plat 2D, écriture et réalisation - Atelier de prod. de la Cambre) ;
  - Chapeaux (Technique : animation dessin 2D, écriture et réalisation - Atelier de prod. de la Cambre) ;
- 1994 :
  - Chabada bada (Technique : plasticine à plat 2D) (écriture et réalisation : Benoît Feroumont - Atelier de prod. de la Cambre) ;
  - Madame O'Hara (Technique : animation dessin 2D, écriture et réalisation - Atelier de prod. de la Cambre) ;
- 1995 : Un ange passe… (Technique : animation dessin 2D, écriture et réalisation - Atelier de prod. de la Cambre) ;
- 2000 : Bzz[7] (Technique : animation 2D numérique, écriture et réalisation - SOIL et TMR Productions) ;
- 2008 : Dji vou veu volti[14] (Technique : animation 3D numérique), écriture et réalisation - Walking the dog, La parti et Monsieur Albert Production) ;
- 2017 : Le Lion et le singe (Technique : animation 2D numérique, écriture et réalisation - Altitude 100, Walking the Dog et Monsieur Albert Productions).

#### Collaborations sur des longs métrages d'animation
- 2003 : Les Triplettes de Belleville[55] de Sylvain Chomet ;
- 2008 : Brendan et le secret de Kells[17] de Tomm Moore ;
- 2014 : Astérix : Le Domaine des dieux de Louis Clichy et Alexandre Astier ;
- 2023 : Mon ami robot[56] de Pablo Berger.

## Prix et récompenses
- 2008 : prix Imagina[16] à Monaco du meilleur court métrage pour Dji vou veu volti ;
- 2011 :  prix Saint-Michel jeunesse pour Le Royaume, t. 3 : Le Prétendant ;
- 2012 :  prix Scam Belgique (Société civile des auteurs multimédia, Belgique), catégorie Parcours Texte et image [57] ;
- 2014 : 
  -  prix Chouchou, librairie Filigranes, Bruxelles pour Gisèle et Béatrice[58] ;
  -  prix Petit Albert 2014, Rencontres Chaland, Nérac pour Le Royaume t. 5[59] ;
- 2018 :  Magritte du cinéma du Meilleur court métrage d'animation[60] pour Le Lion et le singe ;
- 2020 :  prix Rossel de la bande dessinée de la meilleure série pour Le Royaume[61].

#### Livres
: document utilisé comme source pour la rédaction de cet article.
- Philippe Mellot, Michel Denni, Laurent Turpin et Isabelle Morzadec, Trésors de la bande dessinée : BDM 2021-2022 - Catalogue encyclopédique et Argus, Paris, Les Arènes, novembre 2020, 22e éd., 1700 p., ill. ; 23 cm (ISBN 9791037502582, présentation en ligne), p. 85, 728, 859, 982, 1065, 1313. .

#### Périodiques
- « Benoît Feroumont », Jet, Le Lombard, no 10,‎ avril 1991, p. 39 (ISSN 1146-2728).
- Jean-Pierre Fuéri, « La Galerie des illustres », Spirou, Dupuis, no 3656,‎ 7 mai 2008
- Hugues Dayez, « Les aventures d'un journal : Ainsi naquit le Royaume », Spirou, Dupuis, no 3857,‎ 14 mars 2012, p. 29 (ISSN 0771-8071).
- Paul Satis, « En direct de la rédak : Feroumont star de Quaregnon », Spirou, Dupuis, no 4125,‎ 7 mars 2018 (ISSN 0771-8071)
- Paul Satis, « En direct de la rédak : Feroumont, roi de l'animation », Spirou, Dupuis, no 4169,‎ 3 mai 2017 (ISSN 0771-8071)
- Paul Satis, « En direct du futur : Des nouvelles du royaume », Spirou, Dupuis, no 4217,‎ 6 février 2019 (ISSN 0771-8071)
- Paul Satis, « Bienvenue dans ma bibliothèque : Benoît Feroumont », Spirou, Dupuis, nos 4260-4261,‎ 4 décembre 2019 (ISSN 0771-8071)
- Paul Satis, « Bienvenue dans mon atelier : Benoît Feroumont », Spirou, Dupuis, no 4324,‎ 24 février 2021 (ISSN 0771-8071).
- Paul Satis, « BD de ma vie : Benoît Feroumont », Spirou, Dupuis, no 4458,‎ 20 septembre 2023 (ISSN 0771-8071).

#### Articles
- Morgan Di Salvia, « Benoît Feroumont : un dessinateur animé. », ActuaBD,‎ 2 avril 2011 (lire en ligne, consulté le 20 juin 2022)
- Charles-Louis Detournay, « Filigranes, la plus grande librairie de Bruxelles, attribue ses propres prix BD basés sur la sélection d’Angoulême », ActuaBD,‎ 23 mars 2014 (lire en ligne, consulté le 20 juin 2022)
- Didier Pasamonik, « Rencontres Chaland 2014, c’est parti ! », ActuaBD,‎ 3 octobre 2014 (lire en ligne, consulté le 20 juin 2022)
- Marc Carlot, « Benoît Feroumont décroche le Magritte du Meilleur Court-Métrage d’Animation ! », agendabd.com,‎ 5 février 2018 (lire en ligne, consulté le 20 juin 2022).
- Benoît Feroumont (interviewé par Bruce Rennes), « Interview de Benoît Feroumont, auteur de la série Le Royaume », Les Amis de la BD,‎ 25 avril 2023 (lire en ligne, consulté le 2 novembre 2024).
- Alain Lorfèvre, « Benoît Feroumont, directeur de l’animation de "Robot Dreams" : "Le côté hypergénial de Pablo Berger est qu’il n’a pas du tout les tics de l’animation" », La Libre Belgique,‎ 26 décembre 2023 (lire en ligne , consulté le 26 mars 2024).

### Émissions de télévision
- « Féroumont: "je pars des clichés" », sur RTL Info, 14 octobre 2010 (consulté le 11 avril 2023)
- Interview de Benoît Feroumont, Bienvenue chez nous sur TV Lux, présentation Olivier Orianne - Images : Arnaud Crefcœur (29 min 52 s), 15 juin 2016.

### Vidéographie
- [vidéo] « LCR - Benoît Féroumont », sur YouTube, 14 décembre 2023, émission de télévision présentée par David Courier diffusée sur BX1.